# Ngô Thiếu Thành
Ngô Thiếu Thành (chữ Hán: 吳少誠, bính âm: Wu Shaocheng, 750 - 6 tháng 1 năm 810), thụy hiệu Bộc Dương vương (濮陽王), là tiết độ sứ Hoài Tây hay Chương Nghĩa dưới triều nhà Đường trong lịch sử Trung Quốc. Ban đầu ông phục vụ cho hoàng đế nước Đại Sở Lý Hi Liệt, đến khi Lý Hi Liệt bị Trần Tiên Kì sát hại năm 786, ông làm binh biến giết Tiên Kì rồi nắm quyền ở Hoài Tây. Dưới thời của ông, trấn Hoài Tây cũng chỉ thần phục triều đình nhà Đường trên danh nghĩa, thực chất là cai trị độc lập. Vào năm 800, Ngô Thiếu Thành nổi dậy chống lại triều đình, chiến dịch kéo dài gần 1 năm trước khi tái quy phục năm 801. Ông qua đời năm 810, người em họ Ngô Thiếu Dương giết chết con trai ông là Ngô Nguyên Khánh và nắm quyền tại Hoài Tây.

## Phục vụ Lý Hi Liệt
Ngô Thiếu Thành chào đời năm Thiên Bảo cửu niên (750) đời vua Huyền Tông nhà Đường. Nguyên quán của ông là huyện Lộ, U châu. Phụ thân của ông từng giữ chức Ngụy Bác  tiết độ đô ngu hậu. Thiếu Thành do vậy được hưởng lệ ấm, được phong chức thích Hạt vương phủ hộ tào, bảo vệ trong vương phủ. Về sau trong một lần được cử tới đất Kinh Nam, tiết độ sứ Dữu Chuẩn hâm mộ tài nghệ của ông nên lưu lại làm Nha môn tướng bảo vệ phủ của mình.
Tuy nhiên về sau Dữu Chuẩn bị triệu về kinh thành Trường An, Ngô Thiếu Thành cũng đi theo. Khi đi qua đất Tương Hán thuộc trấn Sơn Nam Đông Đạo, nhận thấy tiết độ sứ Lương Sùng Nghĩa bất tuân triều mệnh, có mưu đồ khác, Thiếu Thành viết ra phương sách đánh diệt rồi khi đến kinh đô, ông tìm cơ hội đệ trình lên Đường Đức Tông (779 - 805). Khi đó tiết độ sứ Hoài Tây là Lý Hi Liệt cũng muốn diệt Lương Sùng Nghĩa, nên Đức Tông cử ông đến phục vụ Hi Liệt.
Năm 781, Lương Sùng Nghĩa cùng ba trấn ở Hà Bắc gồm Ngụy Bác, Thành Đức và Lư Long tạo phản chống lại nhà Đường. Nhà Vua cử quân đánh dẹp và điều động tiết độ sứ các nơi giúp quân, trong đó Lý Hi Liệt chỉ huy đội quân chủ lực đánh Lương Sùng Nghĩa, đội quân này do Ngô Thiếu Thành làm tiên phong. Cuối cùng quân Hoài Tây tiêu diệt được Sùng Nghĩa. Nhờ lập công, Ngô Thiếu Thành được phong đất 5000 hộ. Tuy nhiên ngay sau đó Lý Hi Liệt trở mặt chống lại triều đình, tự xưng là hoàng đế nước Đại Sở năm 784. Ngô Thiếu Thành tiếp tục phục vụ dưới trướng Lý Hi Liệt.

## Làm binh biến và nắm quyền thời kì đầu
Năm 786, tướng Hoài Tây là Trần Tiên Kì cùng vợ lẽ Lý Hi Liệt là Dữu thị nổi dậy giết cả nhà Lý Hi Liệt rồi quy phục nhà Đường. Ngô Thiếu Thành muốn báo thù cho chủ, nhưng ban đầu ủng hộ Trần Tiên Kì làm tiết độ sứ. Chỉ được ba tháng sau, ông lại tiến hành binh biến, giết chết Trần Tiên Kì và Dữu thị, tự lĩnh tri lưu vụ. Vua Đức Tông bất lực ngồi nhìn, sau đó hạ chiếu phong cho con mình là Lý Lượng làm tiết độ sứ ở Hoài Tây trên danh nghĩa, còn Ngô Thiếu Thành làm Thân Quang Thái đẳng châu tiết độ quan sát binh mã lưu hậu, nắm thực quyền vì Lý Lượng không có mặt ở Hoài Tây mà vẫn ở Trường An. Năm 789, ông chính thức được phong chức tiết độ sứ Chương Nghĩa. Từ bấy giờ trấn Hoài Tây gọi là trấn Chương Nghĩa.
Trước đó khi nắm quyền, để bày tỏ lòng trung với nhà Đường, Trần Tiên Kì đưa quân đến phía tây hỗ trợ triều đình chống Thổ Phiên. Ngô Thiếu Thành lên thay liền lập tức ra lệnh cho tướng Ngô Pháp Siêu đưa quân trở về Hoài Tây. Vào mùa xuân năm 787, Ngô Pháp Siêu quyết định nổi loạn và đưa quân về Hoài Tây. Tướng chỉ huy quân giao chiến với Thổ Phiên là Hồn Giám được tin liền đem quân đánh chặn và ban đầu bị quân đội của Pháp Siêu đánh bại. Tuy nhiên không bao lâu sau khi Ngô Pháp Siêu đưa quân đến Thiểm Quắc thì bị quan sát sứ Lý Bí đánh cho tan tác; Ngô Pháp Siêu cùng với 47 binh lính sống sót chạy về Hoài Tây. Ngô Thiếu Thành lo sợ bị liên can nên giết hết đám quân này và giả vờ như không biết gì về cuộc nổi dậy.
Ngô Thiếu Thành nắm quyền ở Chương Nghĩa, cần kiệm vô tư, công bằng hiệu quả, tuy nhiên ông không hoàn toàn với triều đình trung ương. Năm 787, ông cho tu sửa thành Thái châu, sẵn sàng đối đầu với các cuộc tấn công của quân đội nhà Đường. Khi đó, phán quan Trịnh Thường và Đại tướng Dương Ký lập mưu đuổi Ngô Thiếu Thành rồi quy phục triều đình. Họ cùng một giáo thư lang Lưu Thiệp giả làm chiếu chỉ của triều đình. Về sau có hoạn quan do triều đình phái đến, Ngô Thiếu Thành ra ngoài tiếp đón. Các tướng này bàn với nhau đợi khi Thiếu Thành ra ngoài thì đóng cửa thành lại cố thủ. Tuy nhiên lúc đó bỗng có người mật cáo với Ngô Thiếu Thành nên Thường và Ký và tướng Trương Bá Nguyên đều bị hại. Đại tướng Tống Mẫn, Lưu Tề sợ bị giết nên bỏ trốn về Trường An.
Năm 793, tiết độ sứ Tuyên Vũ là Lưu Sĩ Ninh bị quân lính đuổi khỏi trấn, tướng dưới quyền là Lý Vạn Ninh được ủng hộ lên nắm quyền. Được tin, Ngô Thiếu Thành đưa quân của mình đến vùng giáp ranh và hỏi về lý do tại sao họ Lưu bị đuổi. Lý Vạn Ninh gửi thư cho ông với lời lẽ châm biếm, nhưng do thấy thực lực còn chưa mạnh nên đành lui quân.

## Nổi dậy chống triều đình
Năm 797, Ngô Thiếu Thành cho đào kênh Đao Câu thay đổi dòng chảy của dòng Nhữ Thủy mà không cần lệnh của triều đình, bảo rằng nó có lợi cho việc sản xuất nông nghiệp của người dân. Vua Đức Tông sai trung sứ đến ngăn chặn việc này, nhưng Thiếu Thành chẳng nghe. Nhà Vua lại cử đại thần Lư Quần đến khuyên ông ngừng việc này, Lư Quần thuyết phục Ngô Thiếu Thành rằng nếu ông cố kháng lệnh triều đình thì cấp dưới của ông sẽ nảy sinh ý khác dù ông là người tốt. Do đó Thiếu Thành dừng việc đào kênh.
Năm 798, do thiếu lương thực, Ngô Thiếu Thành dẫn quân cướp bóc Hoắc San thuộc Thọ châu của trấn Hoài Nam, giết chết tướng triều đình là Tạ Tường và chiếm được Hoắc Sơn. Sang năm 799, ông lại tấn công vào địa phận Đường châu (Trú Mã Điếm, Hà Nam, Trung Quốc) thuộc trấn Sơn Nam Đông Đạo, giết các tướng Trương Gia Du và hoạn quan Thiệu Quốc Triều, bắt hơn 1000 người dân đem về Chương Nghĩa.
Cùng năm đó, tiết độ sứ Trần Hứa là Khúc Hoàn hoăng, Thiếu Thành nhân đó đưa quân tấn công huyện Lâm Dĩnh, tiết độ lưu hậu Thượng Quan đưa quân tới cứu, không thắng được. Ngô Thiếu Thành đã thông mưu với Sử Vi Thanh ở Lâm Dĩnh nên 3000 cứu binh đều bị bắt hết. Lại tiến quân bao vây Hứa châu vào tháng 9 năm đó nhưng bị đẩy lui. Ông còn liên minh với tiết độ sứ Tuyên Vũ Lưu Toàn Lượng tấn công để chia đôi lãnh thổ Trần Hứa cho nhau, nhưng sau đó Lưu Toàn Lượng qua đời, tiết độ sứ kế nhiệm là Hàn Hoằng từ chối hiệp quân mà còn giúp quân chống lại Ngô Thiếu Thành. Tại Trường An, vua Đức Tông hạ chiếu tước hết quan tước của Ngô Thiếu Thành và điều quân các trấn xung quanh cùng tấn công Chương Nghĩa. Sau đó, Hàn Hoằng cùng tiết độ sứ Sơn Nam Đông Đạo Vu Ý, tiết độ sứ An Hoàng Y Thận cùng thứ sử Vương Tông cùng tấn công Ngô Thiếu Thành, ban đầu thắng được một số trận.
Tuy nhiên quân đội triều đình thiếu sự phối hợp với nhau nên nhanh chóng mất phương hướng. Cuối năm 799, quan quân thất bại một trận lớn ở Tiểu Ân Thủy, bỏ doanh trại rút lui, Ngô Thiếu Thành nhân đó lấy hết lương thực của quân đội triều đình tích trữ ở đây. Đầu năm 800, quân đội các trấn Thành Đức, Nghĩa Vũ và Hà Dương được cử tới hỗ trợ triều đình cũng bị Ngô Thiếu Thành đánh bại. Vua Đức Tông cử tiết độ sứ Hạ châu đến làm chỉ huy ở Trần Hứa. Tháng 5 ÂL năm đó, Hàn Toàn Nghĩa cùng các tướng Hoài Tây Ngô Tú, Ngô Thiếu Dương giao chiến và bị thất bại. Tháng 7 ÂL, quân của Toàn Nghĩa bao vây Ngũ Lâu hành doanh, bị quân của Thiếu Thành tập kích đánh bại. Toàn Nghĩa cùng Đô giám quân sử Cổ Tú Anh, Cổ Quốc Lương nhân đêm tối bỏ trốn. Thiếu Thành lại đưa quân tiến công, quân của Hàn Toàn Nghĩa lui về Trần châu. Biện châu, Hà Dương... quân các nơi về bổn đạo, tướng Trần Hứa Mạnh Nguyên Dương cùng binh Thần Sách lưu quân ở bên Tiểu Ân Thủy. Sau đó, Toàn Nghĩa giết được đô tướng các trấn hỗ trợ Chương Nghĩa là Chiêu Nghĩa, Hoạt châu, Hà Dương, Hà Trung, chỉnh đốn lại binh mã. Trước tình hình đó, Ngô Thiếu Thành rút quân về Thái châu vào mùa đông năm 800.
Đường Đức Tông lúc này chán ngán việc dụng binh, nên theo lời đề nghị của Vi Cao, dự định xá tội cho Ngô Thiếu Thành. Lúc này sứ giả từ Hoài Tây cũng tới triều đình dâng biểu trần tình, xin được tha thứ. Đức Tông hạ chiếu khôi phục toàn bộ quan tước cho Ngô Thiếu Thành. Theo Tân Đường thư, Ngô Thiếu Thành tìm cách khích động người dân trong trấn chống lại triều đình bằng cách phao lên rằng triều đình hạ lệnh cho Hàn Toàn Nghĩa cướp bóc vùng Hoài Tây, bắt phụ nữ vào cung hầu hạ. Đồng thời ông cho làm nhiều văn tự bí ẩn có nội dung nói xấu triều đình nhà Đường.

## Tái quy thuận và qua đời
Năm 805, Đường Thuận Tông (805) lên ngôi, hạ chiếu phong cho Ngô Thiếu Thành giữ chức Đồng trung thư môn hạ bình chương sự. Năm Nguyên Hòa đầu tiên thời vua Đường Hiến Tông (806 - 820), dời làm Kiểm giáo tư không, chức Bình chương sự như cũ.
Khi Ngô Thiếu Thành ở Ngụy Bác, cùng với em họ là nha tướng Ngô Thiếu Dương có quan hệ gần gũi với nhau. Khi lên nắm quyền, ông sai sứ đến Ngụy, gửi tặng vàng và lụa nhờ tiết độ sứ Điền Tự đưa Ngô Thiếu Dương đến Chương Nghĩa, người Ngụy nghe theo. Ngô Thiếu Thành đặc biệt hậu đãi Ngô Thiếu Dương, Thiếu Dương thăng tiến nhanh chóng được tự do ra vào nhà ông. Thấy Thiếu Thành độc ác khắc nghiệt, Thiếu Dương tỏ ra lo sợ, nên xin ra ngoài, được phong chức thứ sử Thân châu được khoảng 5 năm. Thiếu Dương khoan dung nhân ái nên được quân sĩ ủng hộ, tôn phù.
Năm 809, Ngô Thiếu Thành lâm bệnh nặng, bất tỉnh không dậy được. Người thân cận của ông là Tiêu Vu Hùng Nhi giả mạo lệnh của ông cho triệu Ngô Thiếu Dương về Thái châu và phong làm Tiết độ phó sứ, tri quân châu sự. Ngô Thiếu Dương giết con trai của ông là Ngô Nguyên Khánh, năm đó hơn 20 tuổi và giữ chức Ngự sử trung thừa.
Đầu năm 810, Ngô Thiếu Thành qua đời, hưởng thọ 61 tuổi. Ngô Thiếu Dương liền tự xưng là Chương Nghĩa lưu hậu. Đường Hiến Tông do bận việc chiến tranh với Vương Thừa Tông ở Thành Đức nên quyết định công nhận ngôi vị của Ngô Thiếu Dương. Có chiếu phong cho Hoàng tử là Toại vương Lý Hựu (tức vua Đường Mục Tông về sau) làm Tiết độ sứ Chương Nghĩa, còn Ngô Thiếu Dương làm lưu hậu. Về sau, Nhà Vua chính thức phong cho Thiếu Dương làm Chương Nghĩa quân tiết độ sứ, Kiểm giáo Công bộ thượng thư.